# Phygadeuon canaliculatus
Phygadeuon canaliculatus là một loài tò vò trong họ Ichneumonidae.